# خوسيه لينوار
خوسيه لينوار (بالفرنسية: José Lenoir)‏ هو راكب الكنو فرنسي، ولد في 5 أكتوبر 1972 في بولوني سور مير في فرنسا.

## وصلات خارجية
- خوسيه لينوار على موقع اللجنة الأولمبية الدولية (الإنجليزية)
- خوسيه لينوار على موقع أوليمبيديا (الإنجليزية)